# (3686) Antoku
(3686) Antoku est un astéroïde de la ceinture principale.

## Description
(3686) Antoku est un astéroïde de la ceinture principale. Il fut découvert le 3 mars 1987 à Ojima par Tsuneo Niijima et Takeshi Urata. Il présente une orbite caractérisée par un demi-grand axe de 2,74 UA, une excentricité de 0,15 et une inclinaison de 5,7° par rapport à l'écliptique.

## Compléments